# Dj Tapolsky
Dj Tapolsky (Анатолій Топольський) — український діджей. Грає drum-n-bass.

## Життєпис
Народився 29 вересня 1976 в Богуславі. Батько — військовий, мати — бухгалтер. 1995 року почав працювати на радіо «Мрія» у теперішньому Дніпрі. З 1996-го грає у нічних клубах і на вечірках.
1997 року влаштувався артдиректором у клуб «Плотина» в Дніпрі. 
Регулярно писав статті до молодіжного журналу X3M.

## Музика
Анатолій серед лідерів за кількістю виступів серед діджеїв України. З 1995 по 2002 рік вів на українських радіостанціях власні радіошоу. Вів щотижневе радіошоу Time2Bass на станції Kiss FM. Останній ефір як ведучий Анатолій провів 8 липня 2015-го. 
У вересні 2014-го із гуртами «Скрябін», «ТіК», O.Torvald, Тонею Матвієнко провів фестиваль «Так, я люблю Україну» для підтримки Збройних сил.

## Громадянська позиція
З 2015 по 2016 рік служив в АТО мінометником.
Під час повномасштабного вторгнення долучився до ЗСУ. У липні 2024 зі скандалом перевівся з 47-ї механізованої бригади Маґура в інший підрозділ під назвою "Культурний десант" 
Dj Tapolsky зіграв перший благодійний сет біля стели "Донецька область" .  

## Сім'я
Був одружений і має доньку з Анастасією Топольською (Dj Beauty), нинішня дружина Сергія Лещенка. Під час війни Росії з Україною одружився вдруге .